# Mike Fash
Mike Fash (*  29. April 1940 in New Malden, Surrey, England, Vereinigtes Königreich) ist ein britischer Kameramann und Filmregisseur. 

## Leben
Fash ist seit den frühen 1970er Jahren als Kameramann tätig und wirkte an mehr als 60 Film- und Fernsehproduktionen mit. Sein Arbeitsschwerpunkt liegt auf Fernsehfilmen und -serien. Als Regisseur inszenierte er den 2000er Jahren einige Folgen verschiedener Serien.

## Filmografie (Auswahl)

### Als Kameramann
- 1973: An Invention Called Childhood (Fernsehfilm)
- 1975: Wie man sein Leben lebt (The Naked Civil Servant, Fernsehfilm)
- 1980: Wunder in San Francisco (A Christmas Without Snow, Fernsehfilm)
- 1983: Betrug (Betrayal)
- 1983: Der rote Monarch (Red Monarch)
- 1986: Hell Zone – Im Vorhof der Hölle (Women of Valor)
- 1987: Wale im August (The Whales of August)
- 1996: Angst vor Gefühlen (Entertaining Angels: The Dorothy Day Story)
- 1998: Eis – Wenn die Welt erfriert (Ice)
- 1999: The Confession – Das Geständnis (The Confession)

### Als Regisseur
- 2000–2003: Strong Medicine: Zwei Ärztinnen wie Feuer und Eis (Strong Medicine, Fernsehserie, 6 Folgen)
- 2002–2003: Dinotopia (Fernsehserie, 2 Folgen)

## Auszeichnungen
- 1979: Nominierung für den British Academy Television Award in der Kategorie Best Film Cameraman für The One and Only Phyllis Dixey
- 1980: Daytime Emmy Award in der Kategorie Outstanding Individual Achievement in Children's Programming für ABC Afterschool Specials